# Areca macrocarpa
Areca macrocarpa är en enhjärtbladig växtart som beskrevs av Odoardo Beccari. Areca macrocarpa ingår i släktet Areca och familjen Arecaceae. Inga underarter finns listade i Catalogue of Life.

## Bildgalleri

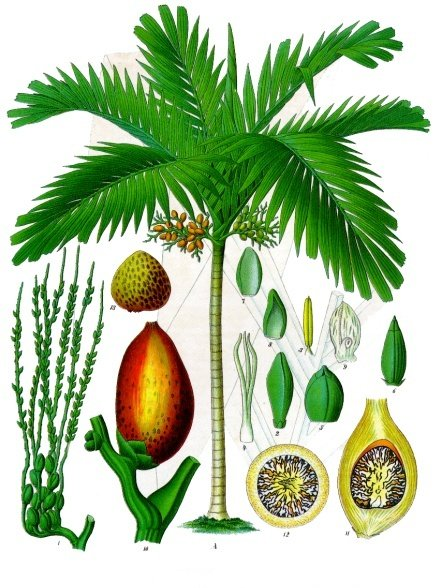
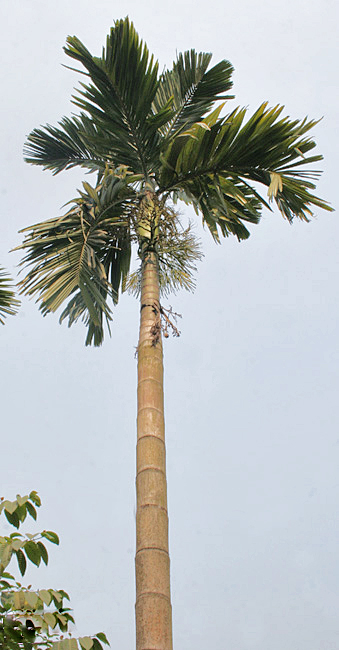
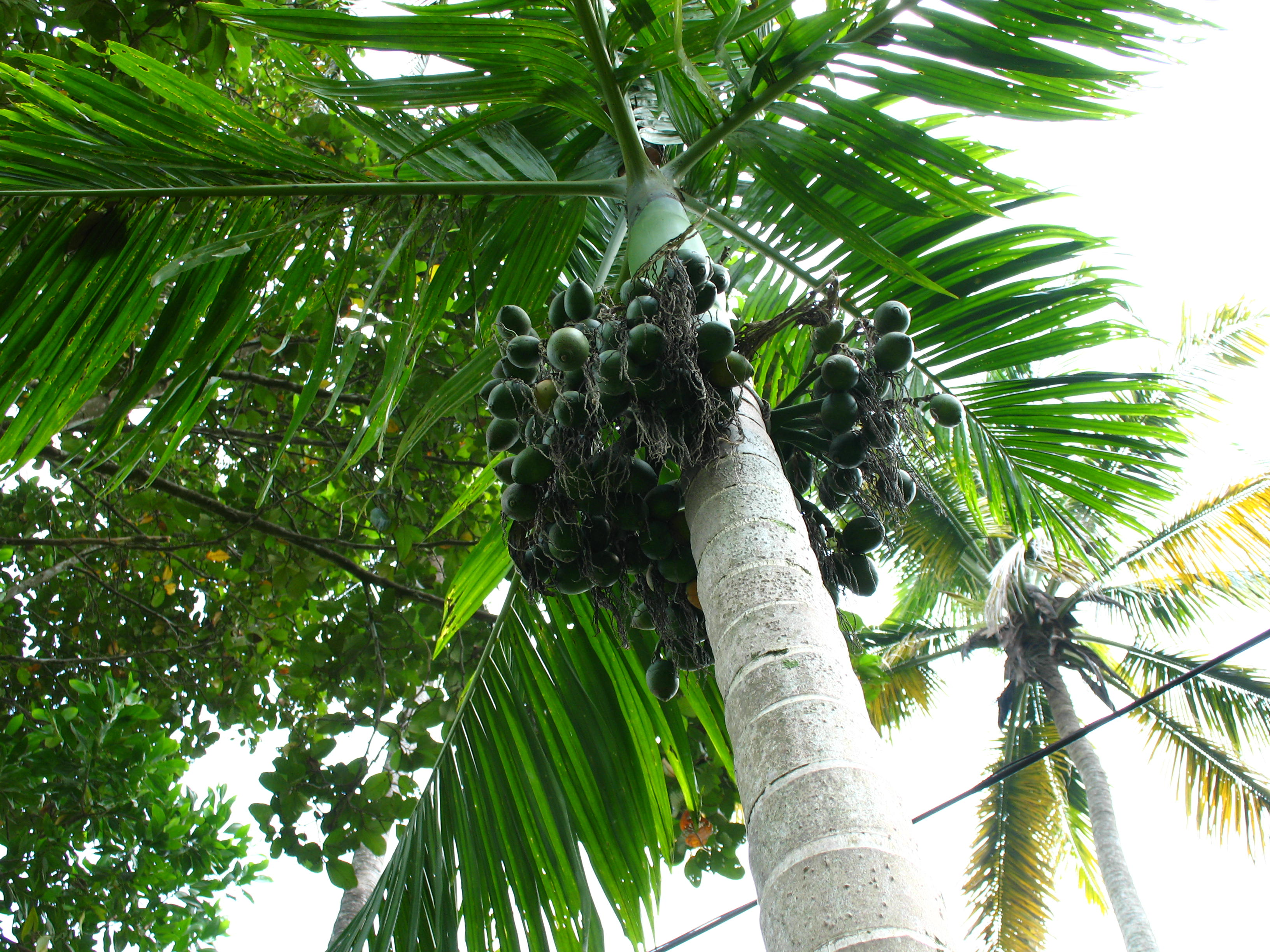
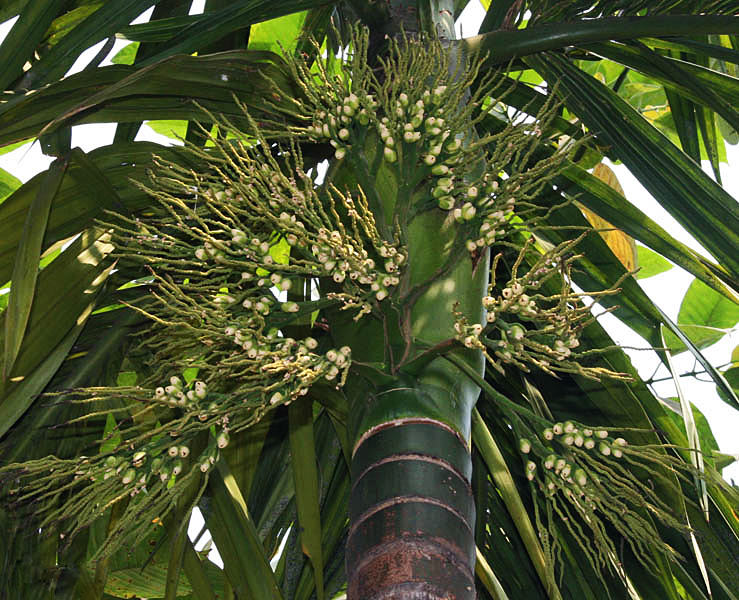